# LNG Adventure-Klasse
Die LNG Adventure-Klasse ist eine Baureihe von Flüssiggastankern der südkoreanischen Werft Samsung Heavy Industries in Geoje. Alle vier Einheiten fahren unter französischer Flagge mit Marseille als Heimathafen.

## Technik
Im Zuge des Kohleausstiegs gewinnt Erdgas als Energieträger eine größere Bedeutung. Auch als Treibstoff in der Schifffahrt wird es immer beliebter. Um es mit Schiffen zu transportieren, muss das Gas verflüssigt werden. Dies erklärt, warum viele Reedereien ihre LNG-Tanker-Flotte erweitern. Auch die Energiekrise infolge des Russisch-Ukrainischen Kriegs trägt zur größeren Bedeutung von Flüssigerdgas bei.
Die LNG Adventure-Klasse wird von zwei langsam laufenden, hocheffizienten Dual-Fuel-Dieselmotoren von Winterthur Gas & Diesel angetrieben. Sie können sowohl mit Schweröl als auch mit verdampftem Flüssigerdgas aus den Ladetanks betrieben werden.
Der LNG-Tank hat einen Rauminhalt von 174.000 m³ und ist innen mit einer GTT Mark III flex Edelstahlmembran ausgekleidet, um die Verdampfung des Flüssigerdgases möglichst gering zu halten. Mit dieser Ausstattung erreicht man eine Verdampfungsrate (BOR = Boil-off Rate) zwischen 0,10 und 0,085 % V/d (Volumenprozent pro Tag). Das verdampfte Erdgas ist nicht verloren, sondern wird aufgefangen und als Treibstoff für die Dieselmotoren verwendet.

## Die Schiffe
| LNG Adventure-Klasse | LNG Adventure-Klasse | LNG Adventure-Klasse | LNG Adventure-Klasse | LNG Adventure-Klasse              | LNG Adventure-Klasse       |
| Bauname              | Bauwerft/ Baunummer  | IMO- Nummer          | Rufzeichen           | Kiellegung Stapellauf Ablieferung | Umbenennungen und Verbleib |
| -------------------- | -------------------- | -------------------- | -------------------- | --------------------------------- | -------------------------- |
| LNG Adventure        | SHI/ 2302            | 9870159              | FMMI                 | - 18. Juli 2020 31. März 2021     | so in Fahrt                |
| LNG Enterprise       | SHI/ 2306            | 9874480              | FMNW                 | - - 30. September 2021            | so in Fahrt                |
| LNG Endeavour        | SHI/ 2355            | 9893606              | FMPL                 | - 13. März 2021 20. Oktober 2021  | so in Fahrt                |
| LNG Endurance        | SHI/ 2307            | 9874492              | FMNX                 | - 24. April 2021 1. Dezember 2021 | so in Fahrt                |
| Daten: new-ships.com |                      |                      |                      |                                   |                            |